# Zarzuela (Gericht)

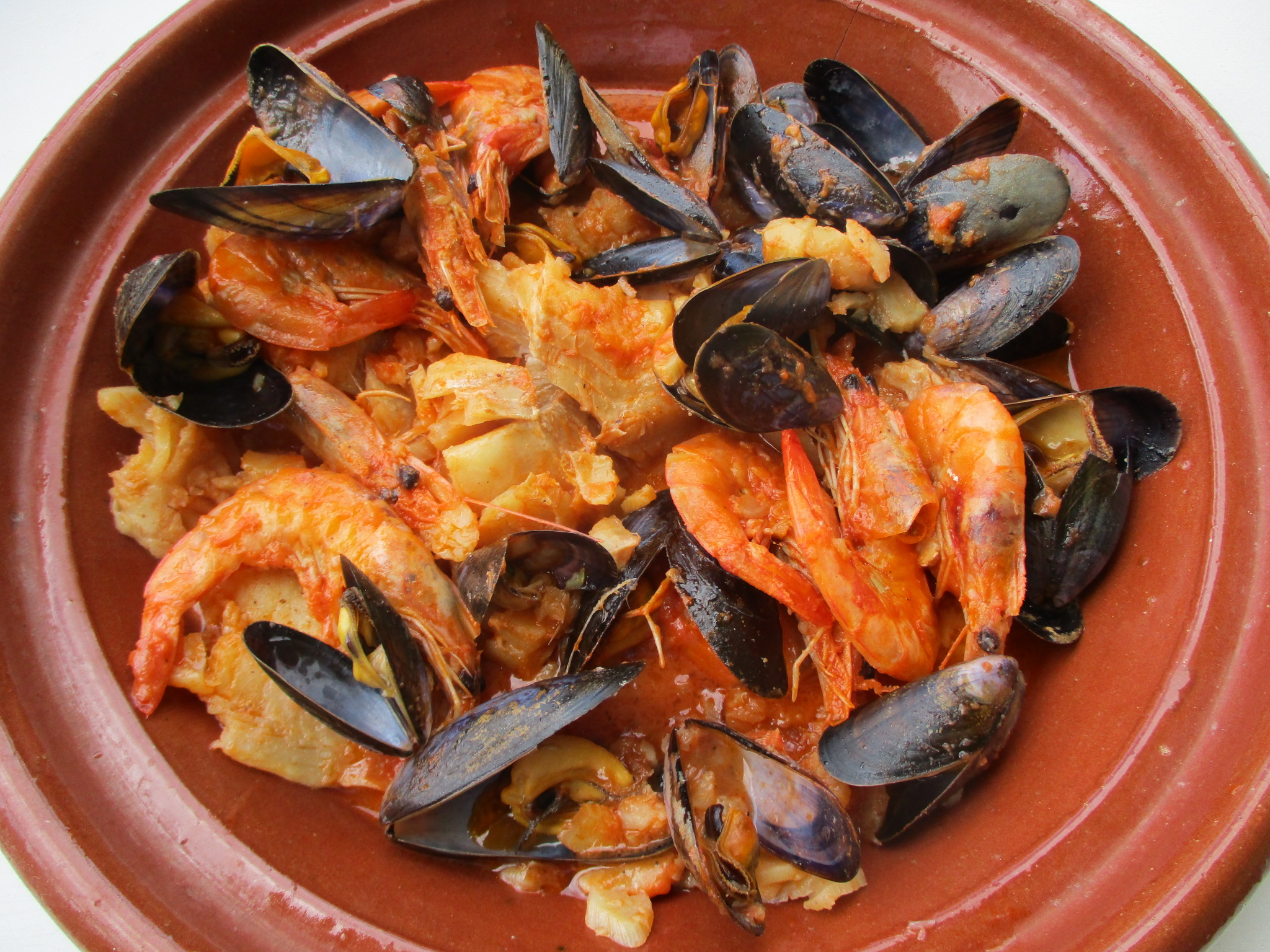
Zarzuela de pescado y marisco

Zarzuela  (spanisch und portugiesisch; katalanisch und französisch sarsuela), eigentlich Zarzuela de pescado y marisco, bezeichnet in der spanischen, katalanischen und portugiesischen Küche ein Gericht aus einer erlesenen Auswahl verschiedener Fischsorten und Meeresfrüchten, die mit Zwiebeln, Tomaten, Paprika und Knoblauch angebraten und dann mit einem Schuss Wein gegart werden.

## Etymologie und Geschichte

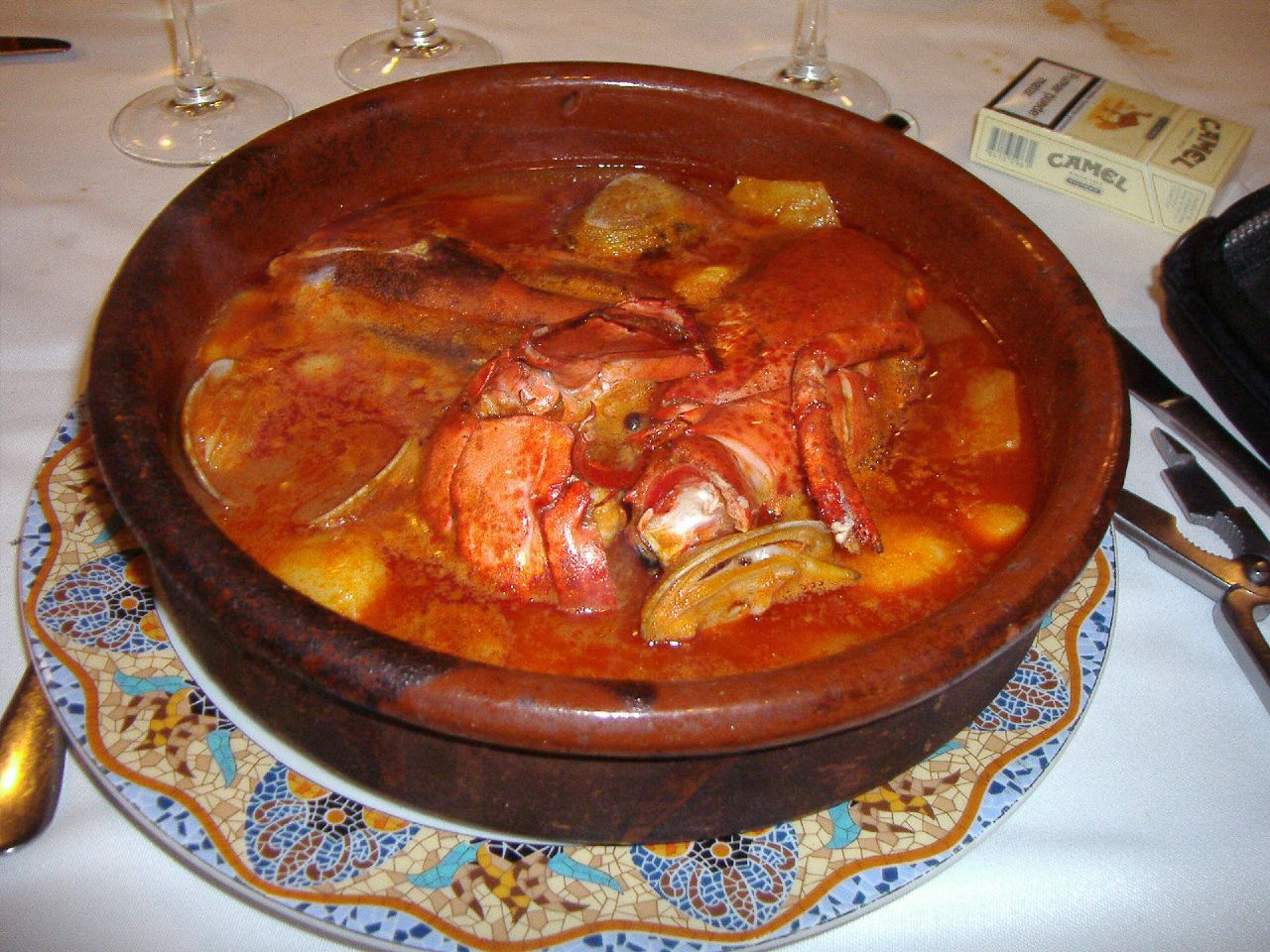
Suquet de peix, kulinarischer Ursprung der Zarzuela.

Der Name bezieht sich auf die Zarzuela, ein Genre des spanischen Musiktheaters – wahrscheinlich um zu verdeutlichen, dass es sich bei diesem Gericht nicht um etwas Alltägliches, sondern um ein entsprechend zu würdigendes Produkt gehobener (Ess)kultur handelt.
Aus dem katalanischen Suquet de peix, einem einfachen, durch reichliche Zugabe von Kartoffeln, Bohnen und Wasser überwiegend auf Sättigung ausgelegten Eintopf der Fischer und Küstenbewohner entstanden, wurde die durch Weglassen der rein sättigenden Bestandteile, durch Reduktion des Flüssigkeitsanteils und durch Verwendung hochwertiger Meeresprodukte (wie Langusten) veredelte Variante als Sarsuela in den 1930er Jahren in den wohlhabenden bürgerlichen Kreisen Barcelonas konsumiert. Von hier aus verbreitete sich das Gericht seit den 1960er Jahren zunächst in die durch den beginnenden Tourismus wirtschaftlich aufstrebenden Regionen der Costa Brava, danach in zahlreichen lokalen und regionalen Varianten bis in die Küstenregionen von Frankreich und Portugal.

## Zutaten

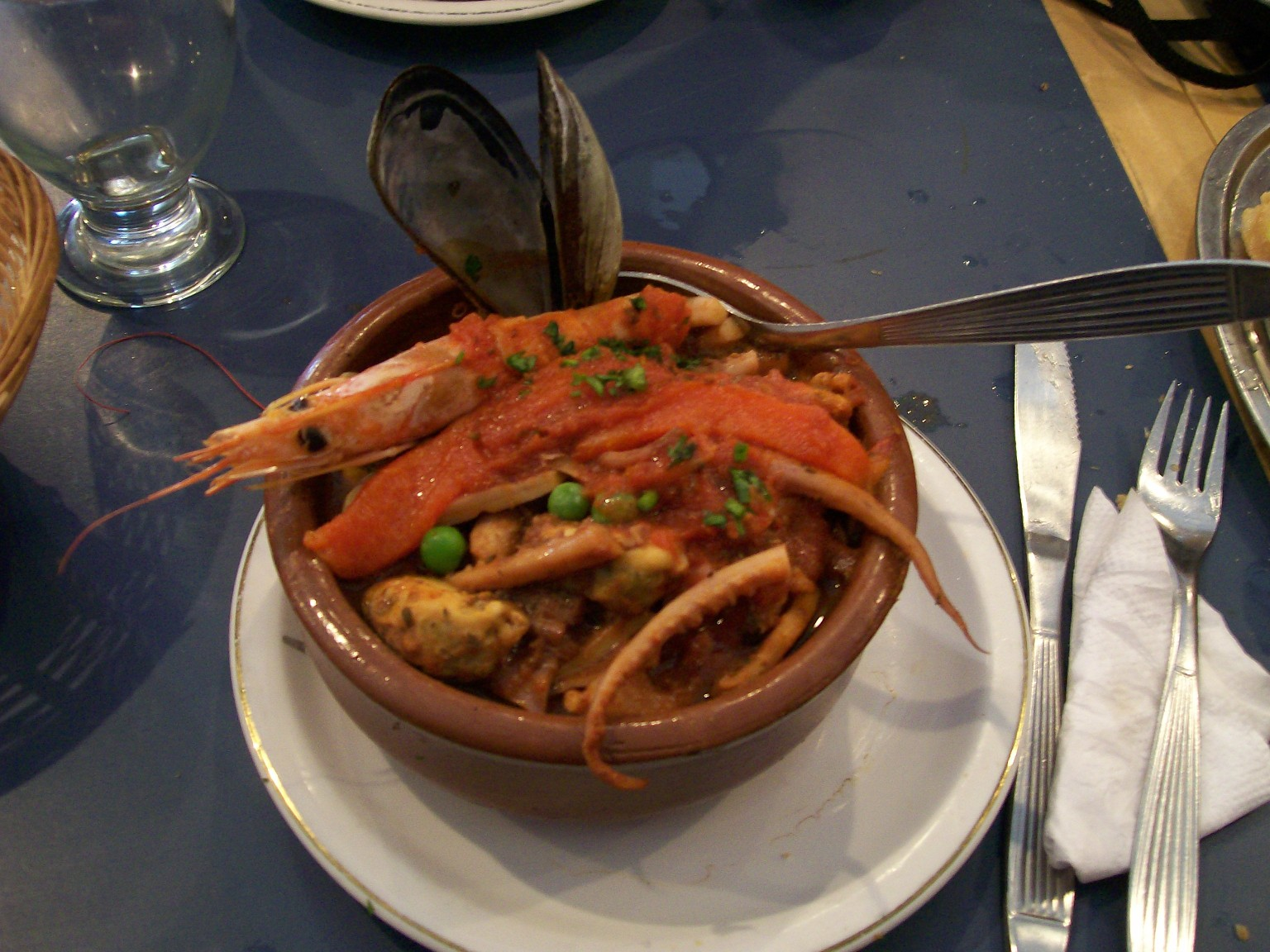
Cazuela de mariscos, eine schlichtere Zarzuela-Variante, die auch im karibischen Küstentiefland Kolumbiens bekannt ist.

Typische Zutaten der Zarzuela (mit der katalanischen/spanischen Bezeichnung) sind beispielsweise
- Kalmare (calamars/calamares)
- Seeteufel (rap/rape)
- Seehecht (lluç/merluza)
- Meeraal (congre/congrio)
- Garnelen (gambes/gambas)
- Kaisergranat (escamarlans/cigalas)
- Langusten (llagostins/langostinos)
- Miesmuscheln (musclos/mejillones)
- Muscheln (cloïsses/almejas)

Zusätzlich kann auch ein geringer Anteil Erbsen oder Spargel enthalten sein.
Eine preiswertere Variante des Gerichts ist die Cazuela (de marisco/de pescado) der katalanischen und kolumbianischen Küche, die durch Beschränkung auf nur wenige Meeresprodukte, einen oftmals leicht erhöhten Flüssigkeitsanteil und die Zugabe von sättigenden Komponenten (z. B. Kartoffelwürfeln) eine Kombination aus Zarzuela/Sarsuela und Suquet de peix darstellt.

### Zubereitung und Präsentation
Eine Zarzuela wird in flachen Pfannen mit zwei Griffen (sogenannte Paella-Pfannen, spanisch paelleras) zubereitet und serviert, gelegentlich auch in Tonschalen.